# Ōta, Gunma

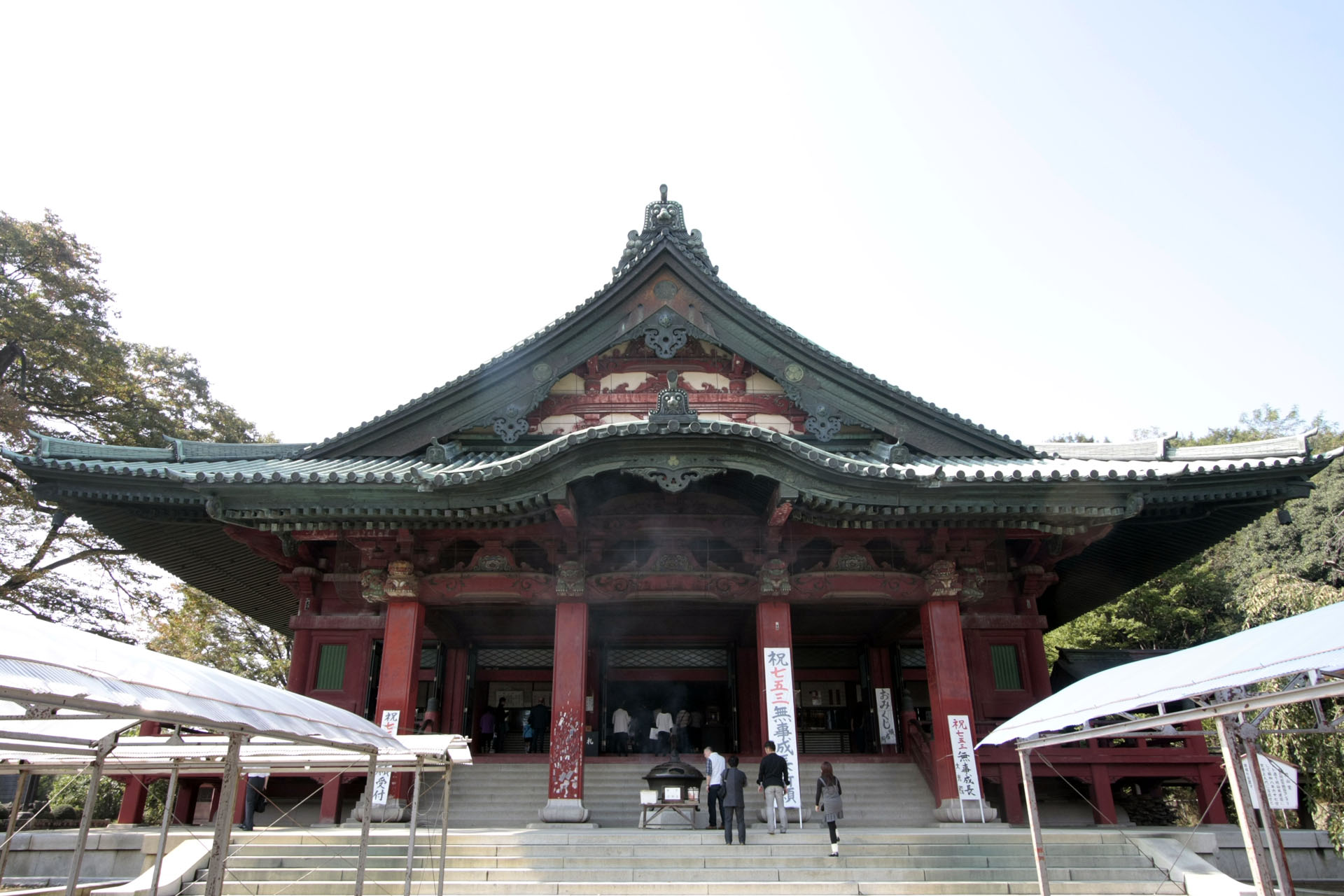
Templul Daikoin

Ōta (太田市 Ōta-shi?) este un municipiu din Japonia, prefectura Gunma.